# Coryphopteris meiobasis
Coryphopteris meiobasis är en kärrbräkenväxtart som beskrevs av Holtt. Coryphopteris meiobasis ingår i släktet Coryphopteris och familjen Thelypteridaceae. Inga underarter finns listade.